# Delosperma liebenbergii
Delosperma liebenbergii är en isörtsväxtart som beskrevs av L. Bol.. Delosperma liebenbergii ingår i släktet Delosperma, och familjen isörtsväxter. Inga underarter finns listade i Catalogue of Life.